# Irina Brook
Pour les articles homonymes, voir Brook.
Irina Brook, née le 5 avril 1962 à Paris, est une actrice et metteuse en scène franco-britannique de théâtre et d'opéra.

## Biographie
Irina Brook est la fille du metteur en scène britannique Peter Brook et de l'actrice britannique Natasha Parry. Elle est également la sœur du réalisateur Simon Brook. Attirée par le théâtre de son père, elle part aux États-Unis à dix-huit ans, et se forme à New York auprès de Stella Adler selon les techniques de l'Actors Studio. Elle devient comédienne, notamment dans le Off Broadway, comme sa mère. Elle participe à de nombreux tournages de films pour le cinéma et la télévision, principalement en Angleterre. Ses rôles pour le cinéma incluent The girl in the picture en 1985, Underworld de Clive Barker aussi en 1985, Captive de Paul Mayersberg en 1986, Maschenka en 1987 et The Fool en 1990. On l'a aussi aperçue dans des séries télévisées, dont Inspecteur Morse en 1989 et un épisode de Bergerac en 1990.
Abandonnant son activité d'actrice au milieu des années 1990, elle revient à Paris pour monter ses premières mises en scène, dont le très remarqué Une bête sur la lune qui gagne cinq trophées lors de la Nuit des Molières 2001 dont celui de la meilleure mise en scène.
Son répertoire est principalement axé sur les pièces de William Shakespeare, Bertolt Brecht et Tennessee Williams. Elle a également mis en scène des opéras, notamment pour le Festival international d'art lyrique d'Aix-en-Provence.
Le 4 octobre 2013, le ministère de la Culture officialise la nomination d'Irina Brook à la direction du Théâtre national de Nice — Côte d'Azur à compter du 1er janvier 2014 en succession de Daniel Benoin, fonctions qu'elle occupe jusqu'à l’été 2019.
Après avoir reçu le Molière pour la production de Morphic Resonance au Théâtre de l'Atelier, elle reçoit du même coup le trophée de la Société des Auteurs et Compositeurs Dramatiques pour les nouveaux talents.

## Théâtre

### Mises en scène
- 1995 : A Beast on the Moon de Richard Kalinoski
- 1997 : Madame Klein de Nicolas Wright
- 1998 : Tout est bien qui finit bien de William Shaksparo, Théâtre du Soleil La Cartoucherie
- 1998 : Une bête sur la Lune de Richard Kalinoski en version française
- 1999 : La Flûte enchantée de Mozart, avec Dan Jemmett
- 1999 : Danser à Lughnasa de Brian Friel, MC93 Bobigny
- 2000 : Résonances de Katherine Burger, Théâtre de l'Atelier
- 2001 : Une odyssée d'après Homère, adaptation avec Jean-Claude Carrière
- 2001 : Une bête sur la lune de Richard Kalinoski, Théâtre de l'Œuvre
- 2001 : La Ménagerie de verre de Tennessee Williams, Théâtre de l'Atelier
- 2002 : Juliette et Roméo de William Shakespeare, Théâtre de Chaillot
- 2002 : Eugène Onéguine de Tchaïkovski
- 2004 : La Bonne Âme du Se-Tchouan de Bertolt Brecht, Théâtre de Chaillot
- 2004 : La Cenerentola de Rossini
- 2005 : L'Île des esclaves de Marivaux
- 2005 : La Traviata de Verdi
- 2007 : Le Pont de San Luis Rey d'après Thornton Wilder
- 2007 : En attendant le songe d'après Le Songe d'une nuit d'été de William Shakespeare, Théâtre des Bouffes du Nord
- 2008 : Somewhere... la Mancha d'après Don Quichotte de Cervantès, Villeneuve-les-Avignon, Théâtre des Bouffes du Nord 2009
- 2010 : Tempête ! d'après William Shakespeare, Théâtre des Bouffes du Nord
- 2011 : Pan d'après J.M. Barrie Peter Pan ou l'enfant qui ne voulait pas grandir, Théâtre de Paris

## Filmographie

### Cinéma
- 1985 : The Girl in the Picture de Cary Parker
- 1985 : Transmutations de George Pavlou
- 1986 : Héroïne (Captive) de Paul Mayersberg
- 1987 : Machenka de John Goldschmidt
- 1990 : The Fool de Christine Edzard

### Télévision
- 1989 : Inspecteur Morse (3e saison, épisode Ghost in the Machine) – Michelle Réage
- 1990 : Bergerac (épisode My friend Charlie) – Giselle

## Distinctions

### Prix et récompenses
- Prix SACD 2000 : Prix Nouveau Talent Théâtre de la SACD
- Molières 2000 : Molière de la révélation théâtrale pour Résonances
- Molières 2001 : Molière de la meilleure pièce du répertoire et Molière du metteur en scène pour Une bête sur la Lune.

### Nominations
- Molières 2000 : Nomination au Molière du metteur en scène pour Résonances

### Décorations
- Chevalier de la Légion d'honneur (nommée le 30 décembre 2016)[4].
- Commandeur de l'ordre des Arts et des Lettres (2023)[5]  ; officier en 2016[6].

Le 13 septembre 2016, Irina Brook est nommée au grade d'officier dans l'ordre des Arts et des Lettres au titre de « Directrice du centre dramatique national Nice-Côte d'Azur, metteuse en scène de théâtre et d'opéra, comédienne » puis au grade de commandeur au titre de « metteuse en scène, comédienne ».
Elle est ensuite nommée le 30 décembre 2016 au grade de chevalier dans l'ordre national de la Légion d'honneur au titre de  « actrice et metteuse en scène pour le théâtre et l'opéra ; 36 ans de services ».

## Pour approfondir